# Olev Oja
Olev Oja   (Viljandi, 16 de desembre de 1935 - 10 d'abril de 2023) fou un director de cors i orquestra d'Estònia i pedagog musical.
De 1954 a 1958, va estudiar direcció coral i teoria de la música a l'escola de música de Tallinn amb Laine Karindi, i el 1958 – 1963 gestionà el cor al Conservatori de Tallinn de al costat Gustav Ernesaks, i el 1966 – 1970, l'especialitat d'orquestració en la classe de Roman Matsov.
Del 1974 al 2005, l'Oja va treballar com a professor de direcció de cor i el cor de l' Acadèmia d'Estònia de música i teatre. Entre els seus alumnes hi havia Aavo Ots, Vello Pähn, Arvo Volmer, Aivo Välja i Tarmo Vaask.

## Reconeixements
- 1998 i 2005 premi anual de la dotació cultural d'Estònia
- 2003 White Star IV decoració de classe[2]
- 2017 beca de la Fundació de cultura nacional estoniana
- 2019 Premi a la dotació cultural (cultura folklòrica)